# Michael Horovitz
Michael Horovitz (geb. 4. April 1935 in Frankfurt am Main; gest. 7. Juli 2021) war ein englischer Dichter, Performance-Künstler, Herausgeber und Übersetzer. Er war einer der frühesten Vertreter der Underground-Kultur im London der Swinging Sixties.

## Biografie
Michael Horovitz war das jüngste von 10 Kindern einer Rabbiner-Familie mit deutschen, ungarischen und böhmischen Wurzeln. Zwei Jahre nach seiner Geburt flüchtete die Familie nach England.
Horovitz studierte von 1954 bis 1960 Englisch am Brasenose College in Oxford. Als Student gründete er 1959 New Departures, ein Avantgarde-Magazin, in dem er unter anderem William S. Burroughs, Samuel Beckett und Stevie Smith veröffentlichte. Horovitz organisierte zahlreiche „Live New Departures“, „Jazz Poetry SuperJams“ und „Poetry-Olympics“-Festivals. Bekannt wurde er vor allem durch das Festival International Poetry Incarnation in der Royal Albert Hall am 11. Juni 1965, wo er unter anderem mit Allen Ginsberg und Alexander Trocchi auftrat.
1969 erschien seine Anthologie Children of Albion. 1971 veröffentlichte er The Wolverhampton Wanderer, an epic of Britannia, in twelve books, with a resurrection & a life for poetry united, eine Sammlung von Texten zeitgenössischer britischer Autoren mit Illustrationen und Fotografien; beteiligt waren Michal Tyzack, Peter Blake, Adrian Henri, Patrick Hughes, Gabi Nasemann, Michael Horovitz, Paul Kaplan, John Furnival, Bob Godfrey, Pete Morgan, Jeff Nuttall, David Hockney und viele andere. 1979 kam Growing Up: Selected Poems and Pictures, 1951–‘79 heraus, 2007 A New Waste Land: Timeship Earth at Nillennium. 2011 beteiligte sich Horovitz an einer E-Book-Kollektion politischer Gedichte, die unter dem Namen Emergency Verse – Poetry in Defence of the Welfare State erschien.
Michel Horovitz war mit der englischen Poetin Frances Horovitz (1938–1983) verheiratet. Ihr gemeinsamer Sohn Adam Horovitz (* 1971) ist ebenfalls Poet, Performer und Journalist.